# Castello di Corniglio
Das Castello di Corniglio ist eine mittelalterliche Höhenburg in der Gemeinde Corniglio in der italienischen Region Emilia-Romagna. Ihre Funktion war die Zugangskontrolle zum oberen Parmatal und zum Tal der Bratica.

## Geschichte
Die erste urkundliche Erwähnung dieser Burg stammt vom 6. Februar 1240, als Guglielmo de Egidiis ein Urteil gegen den Bischof von Parma, Martino, in einem Streitfall mit den Markgrafen Platoni aus dem Tarotal sprach.
Die Burg, die auf einem Felssporn liegt, der sich zwischen dem Parmatal und dem Braticatal erhebt, hat ihre Ursprünge im 13. Jahrhundert. Aus dem Jahr 1240 gibt es Aufzeichnungen über einen Verteidigungsbau, der von einem Burggraben umgeben war.
Offensichtlich war es eine Burg der Kirche von Parma und diente dem Bischof von Parma, Ugolino de’ Rossi, als Rückzugsort, als Kaiser Ludwig IV. 1329 in Parma einmarschierte. 1355 überließ Ugolino de’ Rossi seinem Enkel Giacomo de’ Rossi das Lehen als Ausgleich für einen Rechtsfall, den Giacomo und der Urenkel Bertrando de’ Rossi beim Kapitel der Kathedrale von Parma wegen einer nicht bezahlten Schuld angestrengt hatten.
Die Rossis, die 1408 einen Angriff von Iacopo Terzi und 1482 von Obietto Fieschi widerstanden hatten, verloren 1483 die Burg und ebenso alle ihre Besitzungen nach der endgültigen Niederlage von Guido de’ Rossi im Krieg der Rossis, die ihm die herzoglichen Truppen von Ludovico Sforza beibrachten.
Das Lehen gab Ludovico Sforza später an Francesco Visconti aus Saliceto weiter. Nach einem Versuch von Troilo I. de’ Rossi, Markgraf von San Secondo, sich in den Besitz der Burg zu bringen, die seinem Großvater, Pier Maria II., gehörte, im Jahre 1499 wechselte die Burg ihren Besitzer, bis sie schließlich Galeazzo Pallavicino verlehnt wurde, dem sie 1521 Filippo Maria de’ Rossi, der Sohn von Guido, endgültig abnahm, als es ihm gelang, die Macht der Rossis über das Lehen von Corniglio wiederzuerlangen.
Nach dem Tod von Filippo 1529 fiel das Lehen an dessen Söhne Camillo und Marsilio. Jedoch verursachte 1560 eine Schießpulverexplosion durch Blitzschlag den Einsturz des Turmes, in dem Marsilio schlief; dieser starb bei dem Unfall.
1568 gelang es dem Bischof von Parma, Alessandro Sforza di Santa Fiora, der Diözese das Lehen von Corniglio wieder zu verschaffen. Der Herzog von Parma, Ottavio Farnese, bestätigte die Investitur, aber setzte fest, dass die Gebiete an die Rossis zurückfielen, sobald Sforza nicht mehr Bischof sei, was fünf Jahre später eintrat.
Nach dem Tod von Camillo de’ Rossi fiel das Castello di Corniglio an Filippo Maria den Jüngeren, der 1593 im Gefängnis der Rocchetta di Parma eingesperrt wurde. Seine Güter wurden 1594 von Herzog Ranuccio I. Farnese konfisziert und gingen in den Besitz der herzoglichen Liegenschaftsverwaltung über.
1820 schenkte die Herzogin Maria Luigia die Burg der Gemeinde Corniglio, die ihn anfangs als Sitz des Bürgermeisteramtes, Gefängnis und Verwaltungsbüro nutzte und ab 1860 als Sitz der Gemeindeverwaltung.

## Beschreibung
Obwohl die Burg als Sitz der Gemeindeverwaltung von Corniglio und anderer Aufgaben in gutem Zustand erhalten ist, ist ziemlich wenig des ursprünglichen Gebäudes erhalten. Aus der Zeit der Rossis stammen sicherlich der Westflügel der Burg, die imposanten Ausläufer der Umfassungsmauer der Festung und zwei Eckbastionen. In der Mitte des Hofes erhebt sich ein Gebäude im klassizistischen Stil, das den Heiligen Lucio und Almanzio geweiht ist, wo früher eine Kapelle der Benediktinermönche war. Das Uhrentürmchen dagegen ist den Umbauten in späterer Zeit zuzuordnen.